# Югорёнок
Югорёнок (якут. Югоренок) — посёлок городского типа в Усть-Майском улусе Якутии России. Административный центр и единственный населённый пункт городского поселения посёлок Югорёнок. Находится на реке Юдома. Речной транспортно-перевалочный узел. Население — 325 чел. (2023) .

## История
Возник в 1940 году как транспортно-перевалочный пункт грузопотока по реке Юдома.
Статус посёлка городского типа — с 1978 года.
Указом Президиума Верховного Совета Якутской АССР от 22 мая 1987 года исключен из учётных данных административно-территориального деления сельский населённый пункт Сардана, на территории административно подчинённой п. Югорёнок.
Постановлением Правительства Республики Саха (Якутия) от 26 октября 2001 года № 557 исключен из учётных данных административно-территориального деления сельский населённый пункт Юр на территории административно подчинённой п. Югоренок.
Распоряжением Правительства РФ от 27 мая 2006 г. № 757-р поддержано решение Правительства Республики Саха (Якутия) о закрытии в 2006—2007 годах пос. Югоренок.

## Климат
| Показатель                    | Янв.  | Фев.  | Март  | Апр.  | Май  | Июнь | Июль | Авг. | Сен.  | Окт.  | Нояб. | Дек.  | Год   |
| ----------------------------- | ----- | ----- | ----- | ----- | ---- | ---- | ---- | ---- | ----- | ----- | ----- | ----- | ----- |
| Абсолютный максимум, °C       | −4,8  | −1,2  | 8,6   | 17,4  | 29,9 | 35,1 | 36,0 | 34,6 | 26,6  | 14,0  | 3,2   | 0,3   | 36,0  |
| Средний суточный максимум, °C | −33,1 | −25,3 | −11,5 | 1,3   | 12,1 | 22,2 | 24,0 | 20,6 | 11,6  | −3,1  | −21,8 | −33,4 | −3    |
| Средняя температура, °C       | −37,3 | −31,8 | −19,7 | −5,4  | 5,4  | 14,0 | 16,2 | 12,7 | 5,1   | −8,5  | −26,5 | −37   | −9,4  |
| Средний суточный минимум, °C  | −40,9 | −37   | −27,3 | −12,5 | 0,9  | 6,0  | 9,0  | 5,8  | −0,2  | −13,3 | −30,6 | −40,3 | −15,2 |
| Абсолютный минимум, °C        | −55   | −52,1 | −46,9 | −33,3 | −17  | −5,6 | −3,1 | −5,7 | −17,3 | −38,2 | −50,7 | −55,1 | −55,1 |
| Норма осадков, мм             | 11    | 7     | 8     | 14    | 28   | 48   | 66   | 59   | 57    | 30    | 22    | 10    | 359   |
| Источник: Климат Югорёнка     |       |       |       |       |      |      |      |      |       |       |       |       |       |

Абсолютный минимум апреля в Югорёнке равен всего −33.3°, что делает его одним из самых высоких по Якутии, для сравнения в Оймяконе и Оленьке он на 13,1° ниже, а в Шелагонцах и вовсе на 15,2°-16.2° менее, такой высокий весенний минимум отмечается из-за близости Хабаровского края, точно такой же минимум в апреле имеет Усть-Цильма в Коми. При этом абсолютный максимум мая +29.9°, июля +36°, и сентября +26.6° самые типичные для Якутии. Минимум сентября −17.3°, также один из самых показательных и средних по Якутии, +11° выше самого низкого в 2002 и +8° выше Оймякона, , в декабре-январе температура порой падает до −55°, но не ниже, что также делает его одним из самых мягких по зимнему периоду по меркам Республики, абсолютный перепад года не превышает 91°, как и с июля по декабрь, это также один из наименьших в Саха. Самый холодный ноябрь 1952 года также имел температуру −33.3°, а самый холодный апрель 1960 года вышел −10.1°. Самым тёплым зимним месяцем в Югорёнке стал февраль 1995 года, его средняя температура составила −25.3°, а аномалия достигла +7.4°, только в этом феврале но холодало ниже −38.5° 6 числа и −37.7° 11 числа, Тср суточная в те дни понижалась только до −34.4° и −33.7°, а днём до −27.7° и −25.5°, по аномалии самым тёплым зимним месяцем был декабрь 1980 −26.5° с Тан аж +9.9°. 26-27 февраля 2010 года в Югоренке произошло уникальное зимнее повышение температуры до 2 подряд суточных рекордов −8.2° и −7.7° под конец зимы, суточная достигала −11.6° а ночной мороз спал аж до −15°, что в это время уникально, аномалия суток достигала +16.7° и +12.9°, а в среднем за обе даты вышла +14.8°, за счёт чего весь февраль 2010 оказался едва теплее нормы, до этого шедший на слегка холодный, в итоге чуть ее превысил, что до сих пор остаётся уникальным зимним ростом температуры этого периода в Югоренке, по зимним ростам температуры в период к марту самым выдающимся числится тот всплеск 2 дня подряд перед мартом 2010, рост с дневным прогревом около −8° за базу произошёл пока только к весне 2010, по меркам Восточной Якутии как зимние, так и по всем сезонам минимумы в Югоренке довольно мягкие и выше чем на любом иной широте на востоке Республики, летние температуры также довольно смягчены и интересно, что по летним наивысшим температурам он является самым нейтральным, наиболее типичным городом в Саха, с самыми средними летом показателями по летнему фону температур, при этом самая высокогорная метеостанция Якутии- Восточная с высотой 1292 метра, находится на высоте под 1.3 км. Абсолютный минимум Югоренка также один из самых высоких для этой долготы Якутии, и к примеру на +5.5 градуса выше Себян-Кюеля, и на +7 выше самого низкого по Хабаровскому краю. Интересно, что абсолютный минимум в Югоренке в точности идентичен Томску, как и отдельно по январю. Интересно что минимум апреля в посёлке выше, чем самый низкий в Томской области даже кроме ее крайнего севера (-34.6).

## Население
| 2002 | 2009 | 2010 | 2011 | 2012 | 2013 | 2014 |
| ---- | ---- | ---- | ---- | ---- | ---- | ---- |
| 905  | ↘589 | ↘272 | ↘262 | ↘205 | ↘163 | ↘145 |
| 2015 | 2016 | 2017 | 2018 | 2019 | 2020 | 2021 |
| ↘136 | ↘122 | ↗207 | ↗371 | ↘348 | ↗393 | ↘267 |
| 2023 |      |      |      |      |      |      |
| ↗325 |      |      |      |      |      |      |

## Инфраструктура
Товарные склады, сенозаготовительная контора, баня, магазин, средняя школа, детсад, ясли, больница, пожарная часть, дизель-электростанция, автобаза, аэропорт, две площадки для игры в городки. Центр добычи россыпного и рудного золота. Прииск «Юдомский», шахта «Юрская», карьер «Юдомский», старательские артели (бывший комбинат «Джугджурзолото»).
Основным действующим горнодобывающим предприятием посёлка остаётся ООО Рудник «Дуэт». На руднике добычей золота занимается около 200 человек. Месторождение расположено в бассейне реки Джайканги, в бассейне среднего течения реки Юдома.

## Транспорт
Автодорога республиканского значения Эльдикан — Югорёнок.